# 清华大学宏盟楼

清華大學宏盟樓

清华大学宏盟楼是清华大学新闻与传播学院院馆，总建筑面积 3,838 平方米，共3層樓，建於1934年，原名為清华大学电机工程馆，2002年改稱文西楼，即文科西樓，2006年宏盟集团取得冠名權，改為宏盟楼。
2001年，电机工程馆被国务院正式公布为第五批全国重点文物保护单位。2016年被列入為“首批中国20世纪建筑遗产”。